# Bennington (Nebraska)
Bennington – miasto w Stanach Zjednoczonych, w stanie Nebraska, w hrabstwie Douglas.